# University of Divinity
Die University of Divinity (UD) ist eine private, theologische Universität in Melbourne (Australien).
Die Hochschule wurde 1910 als Melbourne College of Divinity (MCD) durch das Parlament von Victoria gegründet und in den Jahren 1956, 1972, 1979 und 1990 modifiziert. Die Hochschule ist eine ökumenische Einrichtung; Gründungsmitglieder waren 1910 die Anglican Church of Australia, Baptist Union of Australia, Uniting Church in Australia (Methodist Church of Australasia, Presbyterian Church of Australia, Congregational Union of Australia) sowie der Churches of Christ in Australia.
Träger sind die Glaubensgemeinschaften der Anglican Church of Australia, Baptist Union of Australia, Churches of Christ in Australia, Presbyterian Church of Australia, Uniting Church in Australia sowie der Römisch-katholischen Kirche in Australien.
Seit 1991 arbeitet die MCD mit der Universität Melbourne zusammen. Der Lehrbetrieb verteilt sich auf:
- Catholic Theological College, East Melbourne
- Evangelical Theological Association, Parkville and Mulgrave, Victoria
- United Faculty of Theology, Parkville
- Yarra Theological Union, Box Hill

Die Universität bietet mit Stand 2022 folgende Abschlüsse an: verschiedene Bachelor-, Master- und Diplomabschlüsse sowie Zertifikate auf verschiedenem Niveau (undergraduate certificate und  graduate certificate) und den Doktorgrad (PhD).